# Тадзіма Набі
Набі Тадзіма (яп. 田島ナビ Таджіма Набі ; 4 серпня 1900, село Ван (зараз Кікай), префектура Каґосіма — 21 квітня 2018 року, Кікай, префектура Каґосіма) — японська супердовгожителька. З 15 вересня 2017 року до 21 квітня 2018 року — найстаріша повністю верифікована людина в світі і остання повністю верифікована людина, яка народилася в XIX столітті. Станом на червень 2022 року входить в п'ятірку найстаріших людей в історії, чий вік не викликає сумніву (117 років і 260 днів). Вона стверджувала, що її довголіття є результатом здорового сну і смачної їжі.
Мала дев'ять дітей, 28 внуків, 56 правнуків і 35 праправнуків.
Померла 21 квітня 2018 року у віці 117 років і 260 днів. Найстарішою повністю верифікованою людиною в світі стала її співвітчизниця Чійо Міяко.

## Рекорди довголіття
Верифікована 31 жовтня 2011 року.
- Найстаріша в історії мешканка Японії та Азії.
- Найстаріша людина, яка жила в XXI столітті.
- Остання людина, яка народилась в XIX столітті.
- 4 серпня 2016 року стала 16-тою людиною в історії, яка офіційно досягла 116-річного віку.
- 15 квітня 2017 року стала другою найстарішою нині живою повністю верифікованою людиною в світі.
- 4 серпня 2017 року стала восьмою людиною в історії, яка офіційно досягла 117-річного віку.
- 1 вересня 2017 року стала найстарішою повністю верифікованою людиною, яка будь-коли жила в Азії, перейнявши цей титул у своєї співвітчизниці Місао Окави, і увійшла в сімку найстаріших повністю верифікованих людей в історії.
- 15 вересня 2017 року стала найстарішим жителем планети.
- 10 лютого 2018 року увійшла в п'ятірку найстаріших повністю верифікованих людей в історії.[6]
- 23 березня 2018 року стала четвертою в найстаріших повністю верифікованих людей в історії.[7]
- 10 квітня 2018 року увійшла в трійку найстаріших повністю верифікованих людей в історії.
- Станом на червень 2022 року є п'ятою найстарішою повністю верифікованою людиною в світовій історії та другою найстарішою людиною в історії Японії та Азії (після Танаки Кане).